# مؤسسه هوش مصنوعی آلن
مؤسسه هوش مصنوعی آلن (به انگلیسی: Allen Institute for AI) (مخفف AI2) یک مؤسسه تحقیقاتی است که توسط بنیانگذاران فقید مایکروسافت پل آلن تأسیس شده‌است. این مؤسسه در صدد دستیابی به موفقیت‌های علمی با ساختن سیستم‌های هوش مصنوعی با توانایی‌های استدلال، یادگیری و خواندن است. اورن اتزیونی در سپتامبر ۲۰۱۳ توسط پل آلن برای سکان داری تحقیقات در این مؤسسه منصوب شد.

## پروژه‌ها
- آریستو (به انگلیسی: Aristo): یک پروژه پرچمدار AI2 با الهام از یک پروژه مشابه به نام پروژه هِیلو (به انگلیسی: Project Halo) که توسط شرکت سرمایه‌گذاری ولکان مستقر در سیاتل انجام شده‌است.[۵] هدف این است که یک سیستم هوش مصنوعی طراحی شود که بتواند با موفقیت متون را بخواند، یاد بگیرد و استدلال کند و در نهایت دانش کسب شده خود را با پاسخ به سؤال و توضیح پاسخ نشان دهد. تمرکز پروژه با راهنمایی روش‌های فلسفی است که هوش مصنوعی در مورد داشتن یک مدل ذهنی برای چگونگی عملکرد کارها و پالایش آن مدل ذهنی مبتنی بر دانش جدید کسب شده‌است.[۶][۷]
- اولویت (به انگلیسی: PRIOR): یک پروژه تحقیقاتی در مورد استخراج اطلاعات به شکل بصری که از مجموعه اطلاعات موجود در تصاویر است. PRIOR با هدف ایجاد پایگاه‌های اطلاعاتی کاملاً متشکل از اطلاعاتی که از تصاویر، به صورت ایستا و ویدئویی به دست آمده‌است می‌باشد. تیم PRIOR بازی نمادین(به انگلیسی: Iconary) را در فوریه ۲۰۱۸ به عنوان نمایشی از هوش مصنوعی منتشر کرد که می‌تواند صحنه‌های واقعی را از مجموعه محدودی از نمادها درک و تولید کنید.[۸]
- پژوهشگر معنایی (به انگلیسی: Semantic Scholar): این پروژه سکویی برای جستجوی و کشف ادبیات علمی است و با تمرکز بر معناشناسی و درک متنی است. این موتور جستجو به کاربران امکان می‌دهد مقالات، نظرسنجی، کلمات کلیدی در مورد یک موضوع را پیدا کنند یا لیستی از منابع یا نتایج مهم را در یک مقاله خاص تهیه کنند.[۹][۱۰] محقق معنایی به‌طور رسمی در تاریخ ۲ نوامبر ۲۰۱۵ راه اندازی شد.[۱۱] در سپتامبر ۲۰۱۷، پژوهشگر معنایی مقالات زیست پزشکی را به کالبد خود اضافه کرد.[۱۲]
- آلن ان ال پی (به انگلیسی: AllenNLP): یک کتابخانه تحقیق منابع برای پردازش زبان‌های طبیعی با منابع آزاد است که در پای‌تورچ ساخته شده‌است. AllenNLP همچنین شامل اجرای مرجع مدلهای با کیفیت بالا برای هر دو مشکل اصلی پردازش زبان‌های طبیعی (به عنوان مثال برچسب‌گذاری نقش معنایی) و برنامه‌های کاربردی پردازش زبان‌های طبیعی (به عنوان مثال پیام متنی) است.[۱۳]
- موزاییک (به انگلیسی: MOSAIC): پروژه موزاییک در تعریف و ایجاد تمرکز دانش عقل سلیم و استدلال برای سیستم‌های هوش مصنوعی است.[۱۴]

### شراکت
در سال ۲۰۱۸، این مؤسسه با دانشگاه واشینگتن همکاری کرد تا یادگیری عمیق هوش مصنوعی طراحی شده برای پیش‌بینی چگونگی پاسخ سگ‌ها به محرک را طراحی نماید. محققان بیش از ۲۰٬۰۰۰ فریم ویدیو را برای آموزش هوش مصنوعی برای پیش‌بینی حرکات و یادگیری رفتارهای سگ استفاده کردند.
AI2 همچنین با دانشگاه ایلینویز و اوربانا و دانشگاه واشینگتن برای توسعه یک هوش مصنوعی به نام «شبکه ترکیبی، بازیابی و فیوژن» (CRAFT) همکاری کرد. پس از آموزش هوش مصنوعی با دیتابیس بیش از ۲۵۰۰۰ فیلم از نمایش تلویزیونیعصر حجر (پویانمایی) در آمریکا، توانست کلیپ‌های ویدیویی کوتاه رمان را از زیرنویس‌های زبان طبیعی که شبیه کارتون است، ایجاد کند.

## راه اندازی دستگاه جوجه کشی
استارتاپ دستگاه جوجه کشی هوشمند این مؤسسه در سال ۲۰۱۵ با هدف توسعه فناوری‌ها در زمینه هوش مصنوعی راه اندازی شد.

## پوشش رسانه ای
AI2 موضوع مقاله مفصلی در ورج (وبگاه) بود. راه اندازی آن در ایکس کونومی (به انگلیسی: Xconomy), و گریک وایر (به انگلیسی: GeekWire) پوشش داده شد. آلن و اتزیونی در دسامبر ۲۰۱۳ مقاله ای را برای سی‌ان‌ان در مورد هوش مصنوعی و AI2 نوشتند. AI2 همچنین در مقالات دیگری به بحث در مورد وضعیت فعلی و روند تحقیقات هوش مصنوعی اشاره شده‌است.